# Sérgio Dias Ribeiro
Serginho, właśc. Sérgio Filipe Dias Ribeiro (ur. 16 lipca 1985 w Porto) – portugalski piłkarz występujący na pozycji pomocnika.

## Kariera piłkarska

### Kariera klubowa
Wychowanek klubu F.C. Pedras Rubras, w którym w 2003 rozpoczął karierę piłkarską. Po dwóch latach gry w trzeciej lidze wyjechał za granicę, gdzie został piłkarzem bułgarskiego Wichren Sandanski. W 2007 przeniósł się do Grecji, gdzie bronił barw klubów Pierikos SFK (dwa sezony) i APO Lewadiakos (półtora sezonu). Na początku 2011 powrócił do Bułgarii, zasilając skład Łokomotiwu Płowdiw. Latem 2012 przeszedł do CSKA Sofia. 23 sierpnia 2013 podpisał kontrakt z ukraińskim Metałurhiem Zaporoże. Na początku stycznia 2015 opuścił zaporoski klub.

### Sukcesy
- finalista Puchar Bułgarii: 2012
- finalista Bułgarii: 2012